# Serejohyale spinidactylus
Serejohyale spinidactylus is een vlokreeftensoort uit de familie van de Hyalidae. De wetenschappelijke naam van de soort is voor het eerst geldig gepubliceerd in 1926 door Chevreux.